# Eupyra disticta
Eupyra disticta är en fjärilsart som beskrevs av George Francis Hampson 1898. Eupyra disticta ingår i släktet Eupyra och familjen björnspinnare. Inga underarter finns listade i Catalogue of Life.